# 智慧女神 (紐約雕塑)

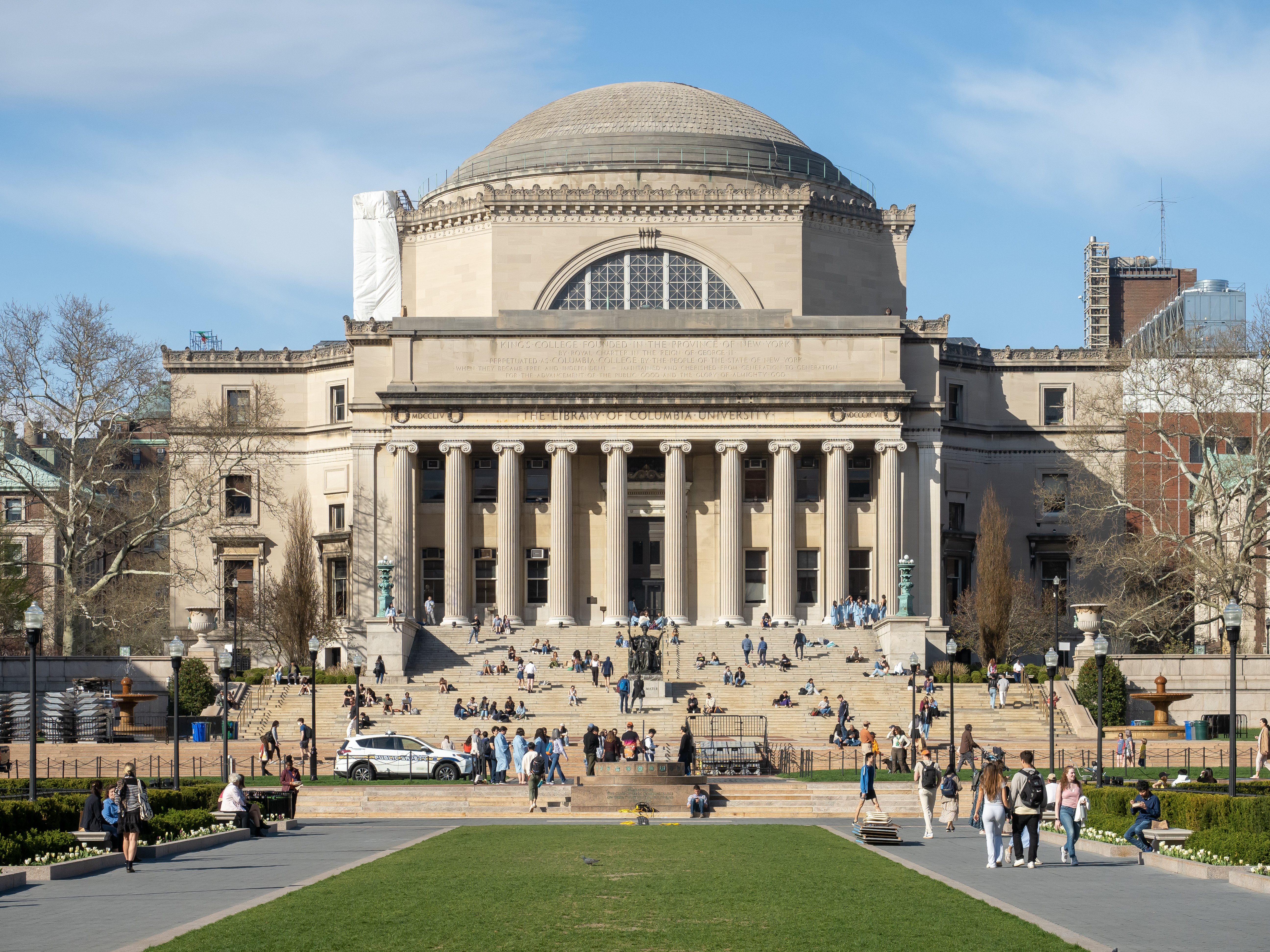
洛氏纪念图书馆，智慧女神雕塑位於門口前方階梯

智慧女神（拉丁語：Alma Mater）是位於哥倫比亞大學晨邊高地校區洛氏紀念圖書館門口階梯上的一尊雕塑。它是傳統拉丁名稱alma mater（母校）的擬人化型態。丹尼爾·切斯特·弗倫奇在1901年設計了雕像，並於1903年9月鑄成並安裝。它是由1860年級的校友罗伯特·格莱特（Robert Goelet）的妻子哈里埃特·W·怀特（Harriette W. Goelet）捐贈的，用以紀念他的丈夫。智慧女神現已成為哥倫比亞大學的象徵。
貓頭鷹作為知識和學習的象徵，隱藏在智慧女神左腿附近斗篷的褶皺中。大學生們迷信認為，新生班里第一個找到貓頭鷹的人將成為班級畢業生代表。另一個傳說是，任何第一次就找到貓頭鷹的哥倫比亞學生都會娶一個來自巴納德學院的女孩。
雕像最初安裝時是鍍金的。隨著時間的流逝，原始的燙金逐漸消失，剩下的少量薄片在1950年被清除。1962年，大學決定重新對其鍍金。然而，新的燙金在抗議後被拆除。
1970年5月15日凌晨，有人雕像上放了一顆炸彈。由此產生的爆炸嚴重破壞了智慧女神的基座 。損壞一直持續到1978年雕像被拆除為止。基座被重新鑄造，雕塑被清洗，用新的古銅完成，然後被放回到台階處。

## 外部連接
- 维基共享资源上的相關多媒體資源：Alma Mater by Daniel Chester French
- Save Outdoor Sculpture Survey of Alma Mater （页面存档备份，存于）